# Yamila Rodríguez
Yamila Tamara Rodríguez (* 24. Januar 1998 in Posadas, Misiones) ist eine argentinische Fußballspielerin.

## Karriere

### Klub
Bis zum Sommer 2017 spielte sie in ihrer Heimat für Boca Juniors und wechselte danach nach Spanien, um sich zur Saison 2017/18 dem CD Santa Teresa anzuschließen. Nach dieser Spielzeit kehrte sie aber wieder zu Boca Juniors zurück und verblieb dort bis zum Ende des Jahres 2022. Seit Januar 2023 steht sie in Brasilien bei Palmeiras unter Vertrag.

### Nationalmannschaft
Bei der A-Nationalmannschaft hatte sie ihr Debüt im Jahr 2018. Im selben Jahr war sie auch Teil des Kaders bei der Copa América 2018 und kam in vier Spielen zu Einwechslungen. Am Ende erreichte ihre Mannschaft in der Finalrunde den dritten Platz, womit diese ins Internationale Playoff musste, um sich noch für die Weltmeisterschaft 2019 zu qualifizieren. Im Hin- und Rückspiel gegen Panama kam Rodríguez auch zum Einsatz und ihr gelang im Hinspiel ein Tor und ein Assist. Damit reichte durch den 4:0-Sieg ein 1:1 im Rückspiel, um am Ende sich für den Wettbewerb zu qualifizieren.
Im Rückspiel gegen Panama erhielt sie zudem die Gelb-Rote-Karte und wäre damit für das erste Gruppenspiel gesperrt gewesen. Jedoch wurde sie nach ihrer Teilnahme mit der Mannschaft am Cup of Nations 2019 nicht für den endgültigen WM-Kader nominiert. Erste danach von ihr bekannte Einsätze sind dann erst beim SheBelieves Cup 2021, wo sie in zwei Partien in der Startelf stand. Ihr nächstes großes Turnier war die Copa América 2022, bei welcher sie diesmal in jedem Spiel der Mannschaft zum Einsatz kam. In der K.o.-Phase stand sie zudem jeweils in der Startelf. Am Ende erreichte sie mit ihren Mitspielerinnen den dritten Platz und wurde mit insgesamt sechs Treffern Torschützenkönigin bei dem Turnier. Diese erzielte sie allein in drei Partien, wovon das erste aus dem Spiel gegen Peru kam, drei aus dem nächsten Gruppenspiel gegen Uruguay und die letzten beiden aus dem Spiel um Platz drei gegen Paraguay. Mit dieser Platzierung erreichte ihr Team diesmal direkt einen Startplatz bei der Weltmeisterschaft 2023.